# 藤本淳雄
藤本 淳雄（ふじもと あつお、1929年2月22日 - 2021年8月10日）は、日本のドイツ・オーストリア文学者、翻訳家。東京大学名誉教授。

## 人物・来歴
愛知県名古屋市出身。第八高等学校から、1951年東京大学独文科卒、東京大学大学院研究奨励学生前期修了。1961年東京大学教養学部講師、助教授、教授、1989年定年退官、成城大学教授、1999年退職。
2021年8月10日、心不全・腎不全のため死去。92歳没。死没日をもって従四位に叙され、瑞宝中綬章を追贈される。

## 著書
- 『ドイツ語の入門』（白水社） 1979.5

### 共編著
- 『会話で進める入門ドイツ語』（同学社） 1970.6
- 『旅行者のドイツ語』（ハインツ・シュタインベルグ共著、南江堂） 1972

## 翻訳
- 『とんぼがえりの小ウサギ』（フリードリヒ・ヴォルフ、岩波少年文庫） 1957
- 『共産主義の原則』（エンゲルス、新潮社、マルクス・エンゲルス選集5） 1959
- 『マリー・アントワネット』（シュテファン・ツヴァイク、森川俊夫共訳、みすず書房、ツヴァイク全集11 - 12） 1962
- 『エラスムスの勝利と悲劇』（シュテファン・ツヴァイク、内垣啓一, 猿田悳共訳、みすず書房、ツヴァイク全集13） 1965
- 『ヤーコプについての推測』（ウーヴェ・ヨーンゾン、白水社、新しい世界の文学） 1965
- 『ベルリーンだより』（ハイネ、三修社、ドイツの文学2） 1966
- 『消点』（ペーター・ヴァイス、三修社、ドイツの文学11） 1966
- 『小説の理論』（ルカーチ、大久保健治, 高本研一共訳、白水社、ルカーチ著作集2） 1968
- 『トランジット』（ゼーガース、中央公論社、世界の文学） 1971
- 『トーマス・マン全集 8』（トーマス・マン、佐藤晃一等共訳、新潮社） 1971
- 『ある心の破滅』（ツヴァイク、みすず書房、ツヴァイク全集2） 1973
- 『クリスタ・Tの追想』（クリスタ・ヴォルフ、河出書房新社） 1973
- 『カタリーナの失われた名誉 言論の暴力はいかなる結果を生むか』（ハインリヒ・ベル、サイマル出版会） 1975
- 『三冊目のアヒム伝』（ヨーンゾン、集英社、世界の文学22） 1977.5
- 『文学と<二〇年代> ドイツ文学における歴史主義の克服』（ロタール・ケーン、山口光一共訳、ありな書房） 1990.7
- 『竜の血を浴びて』（クリストフ・ハイン（ドイツ語版）、同学社） 1990.10